# Alojzy Świderek
Alojzy Świderek (né le 30 mai 1952 à Łódź) est un joueur polonais de volley-ball.

## Biographie
Alojzy Świderek a joué au volley-ball de 1966 à 1980, au sein de diverses équipes: MKS Rawa Mazowiecka, AZS Warszawa, Resovia Rzeszów (avec lequel il remporte le titre national en 1975) et Legia Warszawa.
En 1981, le quotidien sportif Przegląd Sportowy l'a élu meilleur joueur de volley de l'année.
Il a joué en équipe nationale de 1972 à 1975 (34 sélections) et a participé à la compétition olympique de 1972, à Munich (à laquelle la Pologne termine 9e).
Le 8 juillet 2011, il devient entraineur de l'équipe féminine.

## Récompenses et distinctions
- Le 6 décembre 2006, le président Lech Kaczyński le fait Chevalier dans l'orde de la Polonia Restituta.